# Krówka
A Krówka (magyar jelentése: tehénke) tejkaramellből készült, lágy tölteléket tartalmazó lengyel nemzeti édesség, cukorka.

## Története
A ma is működő L. Pomorski és Fia (L. Pomorski i Syn) céget Feliks Pomorski alapította 1921-ben Poznańban. Állításuk szerint ők kezdték gyártani ezt a fajta cukorkát. A náci megszálláskor az akkor már 40 főt alkalmazó és 200 féle édességet gyártó üzemet elvették tőlük. A II. világháború után a Varsó melletti székhelyüket Milanówekba tették át, de hamarosan leégett az üzem, az újjáépített gyárat pedig államosították. A család tagjai azonban folytatták a cukrászhagyományt apró üzletükben, ami így az üzem kisajátítása ellenére sem szakadt meg. A céget jelenleg Piotr Pomorski, Feliks unokája vezeti.
Napjainkban Lengyelországban a Krówkát ipari méretekben gyártják különböző cégek, a lengyel cukorkák egyik legnépszerűbb és legjellegzetesebb fajtájának számít. Szerepel a hagyományos lengyel termékek listáján is, melyet a lengyel földművelésügyi minisztérium vezet a nemzeti értékek védelme és nyilvántartása miatt. Két fő fajtája az 1971-től gyártott Krówka szczecinecka és az 1980 óta gyártott Krówka opatowska. Az előbbi Szczecinek városához, az utóbbi Opatowski megyéhez kapcsolódik.

## Elkészítése
A Krówka tejből, cukorból és vajból készül. Az összetevőket egy nagy üstben összekeverik és forralják. Néhány óra múlva a masszát asztallapra öntik és lehűtik. Ez néhány nap alatt megszilárdul, ekkor már vágható és csomagolható. A kézzel csomagolt cukorka puhább és nyúlósabb, a géppel csomagolt keményebb és szárazabb. A termék állaga a tárolás utáni időtől is függ. A frissebb nyúlós, míg a régebbi felszíne kiszárad és rajta a cukor kikristályosodik. 
A Krówkát esetenként tejszínnel, vaníliával, gyümölcsökkel (pl. banánnal), kakaóval, kávéval, dióval vagy édesgyökérrel is ízesítik.
A karamellkrémet a lengyel konyhaművészetben felhasználják házi készítésű kajmak (dulce de leche) készítésére, többek között a hagyományos húsvéti mazurekhez.

## Lásd még
- Lengyel konyhaművészet
- A lengyel konyhaművészet története
- Nagy-Lengyelország konyhája

## Külső kapcsolatok
- Az F. Pomorski cég weblapja

## Fordítás
- Ez a szócikk részben vagy egészben a Krówki című lengyel Wikipédia-szócikk ezen változatának fordításán alapul.  Az eredeti cikk szerkesztőit annak laptörténete sorolja fel. Ez a jelzés csupán a megfogalmazás eredetét és a szerzői jogokat jelzi, nem szolgál a cikkben szereplő információk forrásmegjelöléseként.
- Ez a szócikk részben vagy egészben a Krówki című angol Wikipédia-szócikk ezen változatának fordításán alapul.  Az eredeti cikk szerkesztőit annak laptörténete sorolja fel. Ez a jelzés csupán a megfogalmazás eredetét és a szerzői jogokat jelzi, nem szolgál a cikkben szereplő információk forrásmegjelöléseként.